# 콘라트 플라우츠

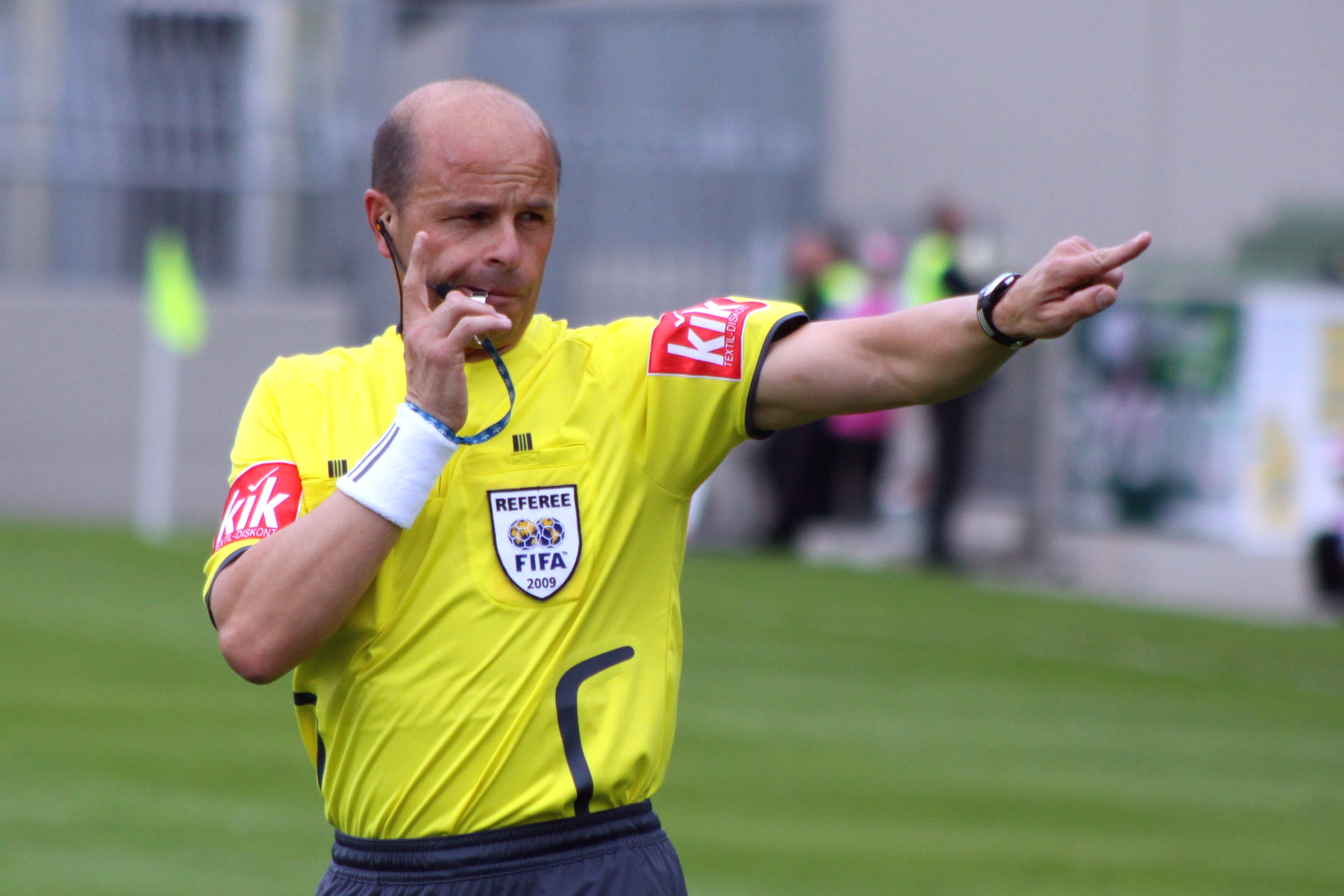
콘라트 플라우츠

콘라트 플라우츠(독일어: Konrad Plautz, 1964년 10월 16일, 티롤 주 나비스 ~)는 오스트리아의 전 축구 주심이다. 그는 1996년부터 국가대항전 경기를 주관했다.
콘라트 플라우츠는 청소년기부터 주심 활동을 시작했는데, 그는 우측 수비수로 활동하는 어려운 것보다 경기를 주관하는 일이 만족스럽다고 보았기 때문이다. 그는 10년 목표를 세워 최상급 심판이 될 목표를 세웠지만, 뜻대로 되지 않았고, 1992년에 오스트리아 분데스리가 경기를 처음으로 주관했다. 그는 1996년에 처음으로 국제 축구 연맹 면허를 취득했고, 같은 해 빈에서 열린 포르투갈과 프랑스간 유럽 U-16 선수권 대회 결승전을 주관했는데, 이 경기는 포르투갈이 승리했다.
스포츠에 대한 열정 외에도, 플라우츠는 체력적으로 상위권을 달렸고, 체력 활동을 인근 연극회 활동과 균형을 맞춘다.
그는 유로 2008에서 경기를 주관할 유럽 축구 연맹의 12명 주심 명단에 이름을 올렸다.